# کبوتر (فیلم)
کبوتر یک تله‌فیلم کوتاه به کارگردانی علی‌اصغر عسگریان است که در سال ۱۳۶۲ منتشر شد.

## خلاصه داستان
کبوتر یک فیلم داستانی دربارهٔ جنگ است و بازگوکنندهٔ خاطرهٔ یک نوجوان رزمنده از جبهه است.

## گزیدهٔ بازیگران
- هاشم ارکان[۳]
- محسن موسوی[۲]
- سعید عزیزی[۲]
- خسرو خلیلی[۲]
- ابراهیم محمدی[۲]
- منوچهر رجبی[۲]